# 一式双発高等練習機
立川 キ54 一式双発高等練習機
- 用途：練習機、輸送機、哨戒機
- 設計者：品川信次郎[1]
- 製造者：立川飛行機
- 運用者：大日本帝国陸軍、満州国軍飛行隊など
- 初飛行：1940年（昭和15年）6月
- 生産数：1,342機[2]
- 運用開始：1941年（昭和16年）7月
- 退役：1952年頃
- 運用状況：退役

一式双発高等練習機（いっしきそうはつこうとうれんしゅうき）は、第二次世界大戦時の大日本帝国陸軍の練習機。キ番号（試作名称）はキ54。略称・呼称は一式双発高練、一式双高練、双発高練など。連合軍のコードネームはHickory（ヒッコリー、クルミの意）。開発・製造は立川飛行機。

## 概要

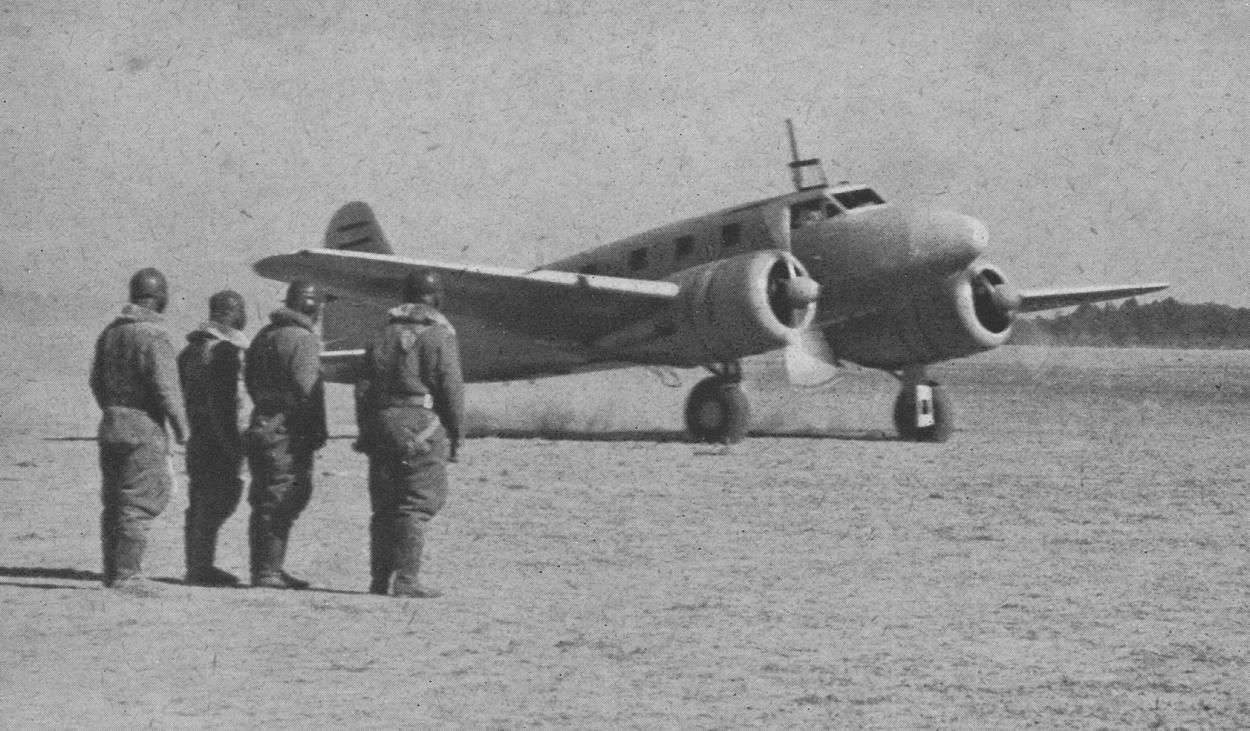
陸軍航空通信学校所属の一式双発高練

1939年（昭和14年）、日本陸軍は立川飛行機に対して、九五式二型練習機の後続機として、多目的に使用できる高等練習機の試作を指示した。条件として全金属製の双発機で、引込脚式を基本とし、正副操縦者のほかに操縦訓練生、航法手訓練生、通信手訓練生、爆撃手訓練生、旋回機関銃手訓練生などの生徒とその教官・助教、計6～7名が乗り組むことを求められた。立川では、中島九七式輸送機や、米国ロッキードスーパーエレクトラのライセンス生産機であるロ式輸送機を生産した経験を生かして開発し、試作機は1940年（昭和15年）6月に初飛行した。審査結果は良好だったため若干の機体の改修の後、1941年（昭和16年、皇紀2601年）7月に一式双発高等練習機として制式採用された。
立川としては初めての自社開発の全金属製双発機だったが、エンジンの信頼性が高く機体の耐久性に優れ、また操縦席からの視界がよく、機内も様々な訓練に対応できる広いスペースが確保されているなど、使い勝手に優れた傑作機であった。そのため操縦・航法練習機型の甲型（キ54甲）、通信・爆撃・射撃練習機型の乙型（キ54乙）といった多目的練習機としてだけではなく、輸送機型の丙型（キ54丙）、哨戒機型の丁型（キ54丁）も生産され、連絡機としても使用された。主に航空関係の各種軍学校、教育飛行隊、司令部飛行班や航空審査部飛行実験部にも配備され、丙型は空挺部隊である挺進連隊（挺進団・第1挺進集団）の落下傘降下練習機として、また民間機（名称：Y39型輸送機）としても使用された。また、少数機が満州国軍にも要人輸送機として供与された。
生産は1945年（昭和20年）6月まで行われ、総生産機数は1,342機であった。大戦末期には、250キロ爆弾2発を搭載しての特攻機も用意された。
戦後は連合国軍の命令で、人員や物資を運ぶ緑十字飛行に利用された。また外地では国共内戦や第一次インドシナ戦争で、日本人志願兵の操縦により運用されている。
現存機については、下記の十和田湖に沈んだ機体が発見されるまでは、中華人民共和国の北京航空航天大学北京航空館が保有する機体胴体部分のみが唯一とされていた。

## 派生型
D-1
キ54の開発中に空力性能調査のために製作された、民間機扱いの実験用滑空機（グライダー）。機体サイズはキ54の70パーセントとする資料と実物大とする資料がある。航空局から与えられた標識番号がそのまま名称として扱われていた。製作は日本航空機工業によって行われ、1939年に開発を開始し、1943年（昭和18年）6月21日に初飛行。以後は試験飛行によって一式双高練の開発に貢献した。機体は全木製で、乗員は4名。曳航機は九〇式機上作業練習機が務めた。
キ110
太平洋戦争（大東亜戦争）の激化により戦略物資の枯渇を見越した陸軍は、1943年に、一式双発高練の輸送機型の全木製型としてキ110の試作を指示した。作業は同年10月より開始され、1944年（昭和19年）から設計が進められたが、完成直前の1945年7月に空襲により製作中の機体だけでなく、図面、資料とも焼失してしまった。再度、試作が開始されたが終戦により未完成のままに終わった。

## 現存する機体・残骸
日本

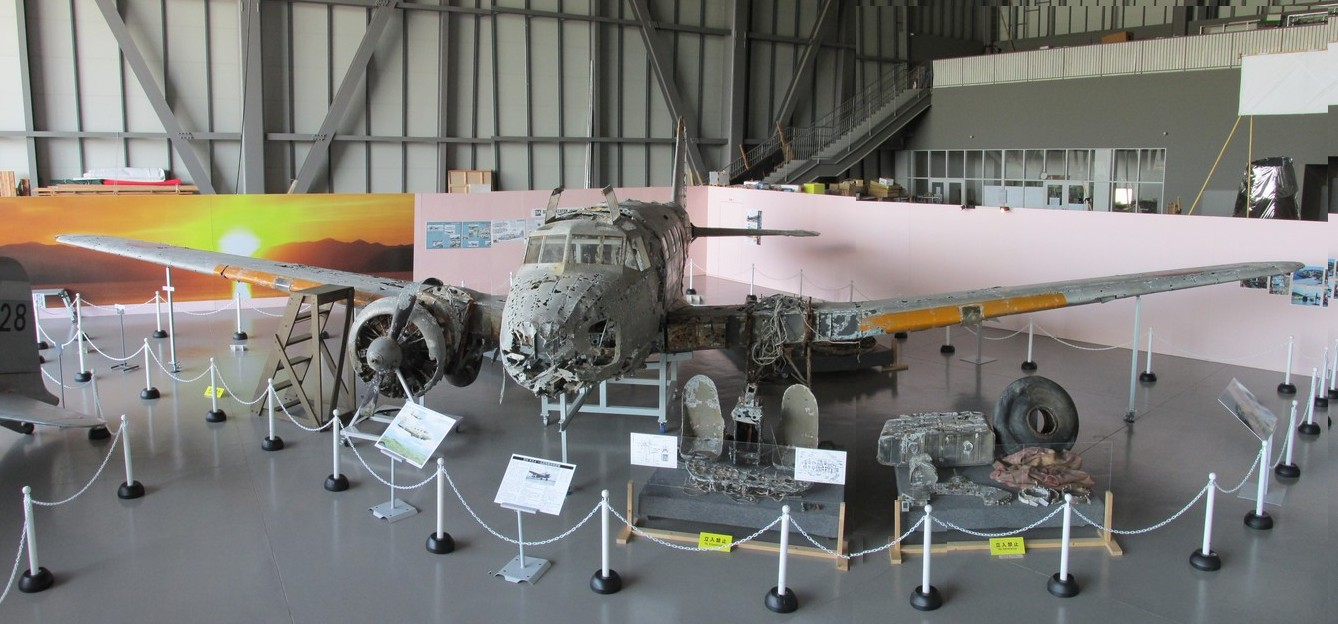
2014年5月撮影

2012年に十和田湖から引き揚げられた機体（製造番号5541番）が、日本国内に現存する唯一の機体である。
この機体は飛行第38戦隊所属機で、1943年9月27日、十和田湖の西側にある秋田県の能代飛行場から離陸後、エンジンの故障により十和田湖に不時着水、乗員4名のうち3名が死亡、1名が生還したとされる。十和田湖の湖底は年間を通し水温4～5℃と低温かつ淡水のため、機体の腐食は少なく、また垂直尾翼の飛行部隊マークや機体番号、胴体の国籍標識の日章など、当時の塗装まで残されていた。
1995年の時点で存在は知られていたが、2010年に海洋調査会社のウインディーネットワークが機体を発見した。2012年に青森県航空協会らによって引き揚げられた後、11月から青森県立三沢航空科学館で展示が始まった。なお、搭載していたエンジンのうち、1基は製造した日立航空機の後継企業の一つである日野自動車が復元し、日野オートプラザで展示している。
2016年7月2日、重要航空遺産に認定された。2020年11月、立飛ホールディングスが長期保存する条件で譲り受け、2022年まで断続的に公開されていた。2022年に最後の公開が行われ、保存処理が行われる予定である。
中国
北京航空航天大学内の北京航空館にて存在が確認されている。
オーストラリア

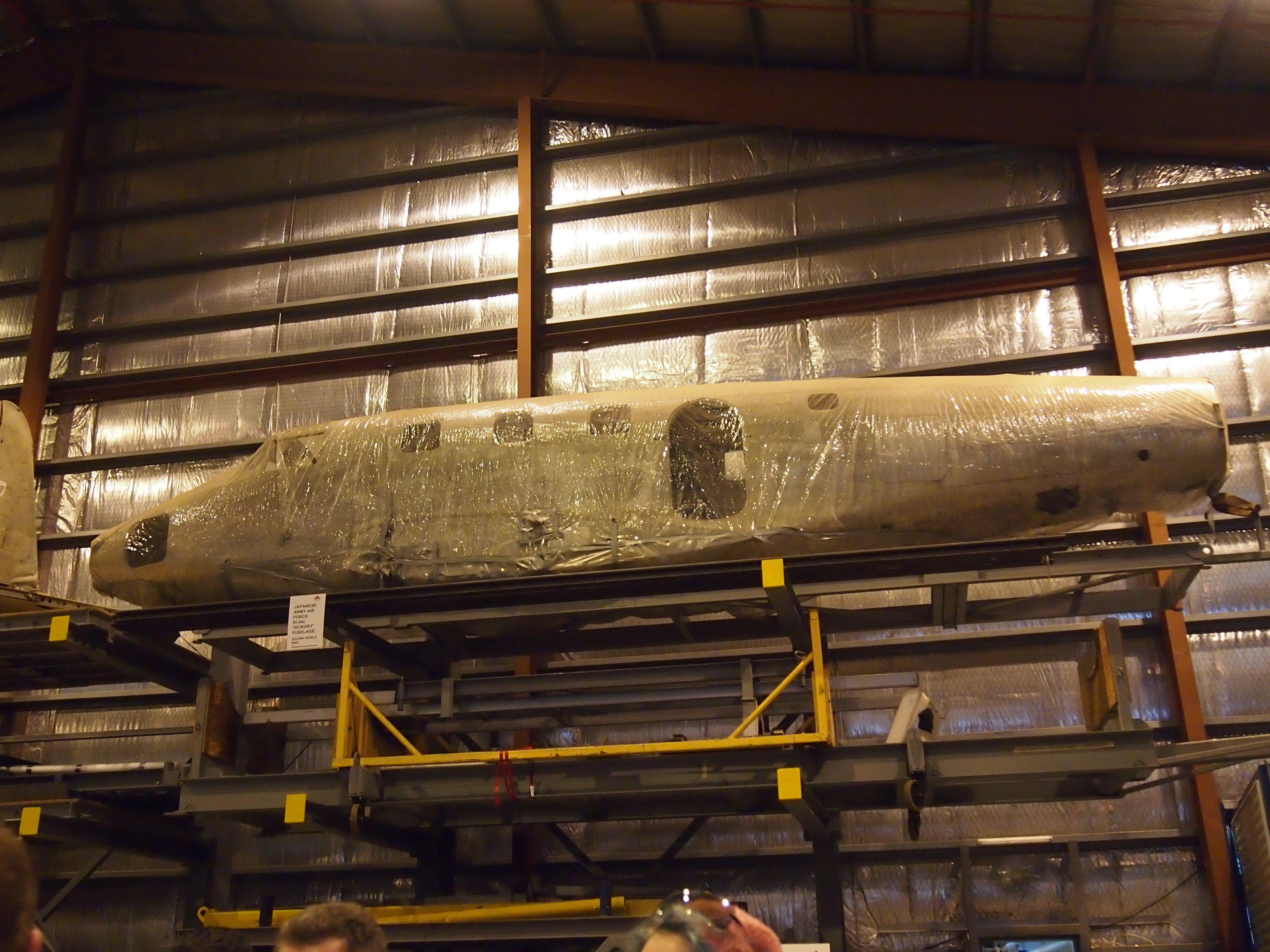
2012年9月撮影

キャンベラのオーストラリア戦争記念館が元独立第10飛行団所属の機体胴体部を所蔵している。

## スペック
- 全長：11.94m
- 全幅：17.9 m
- 全高：3.58 m
- 主翼面積：40m2
- 自重：3,120 kg
- 全備重量：4,080 kg
- エンジン：日立ハ13甲 空冷9気筒エンジン515HP×2
- 最大速度：367km/h
- 航続距離：960km
- 実用上昇限度：7180 m
- 乗員：5～9名
- 武装：（型によって異なる）
  - 7.7mm八九式旋回機関銃（テ4）×4
  - 航空爆弾 最大150kg（15kg×10）